# Історія Миколаєва

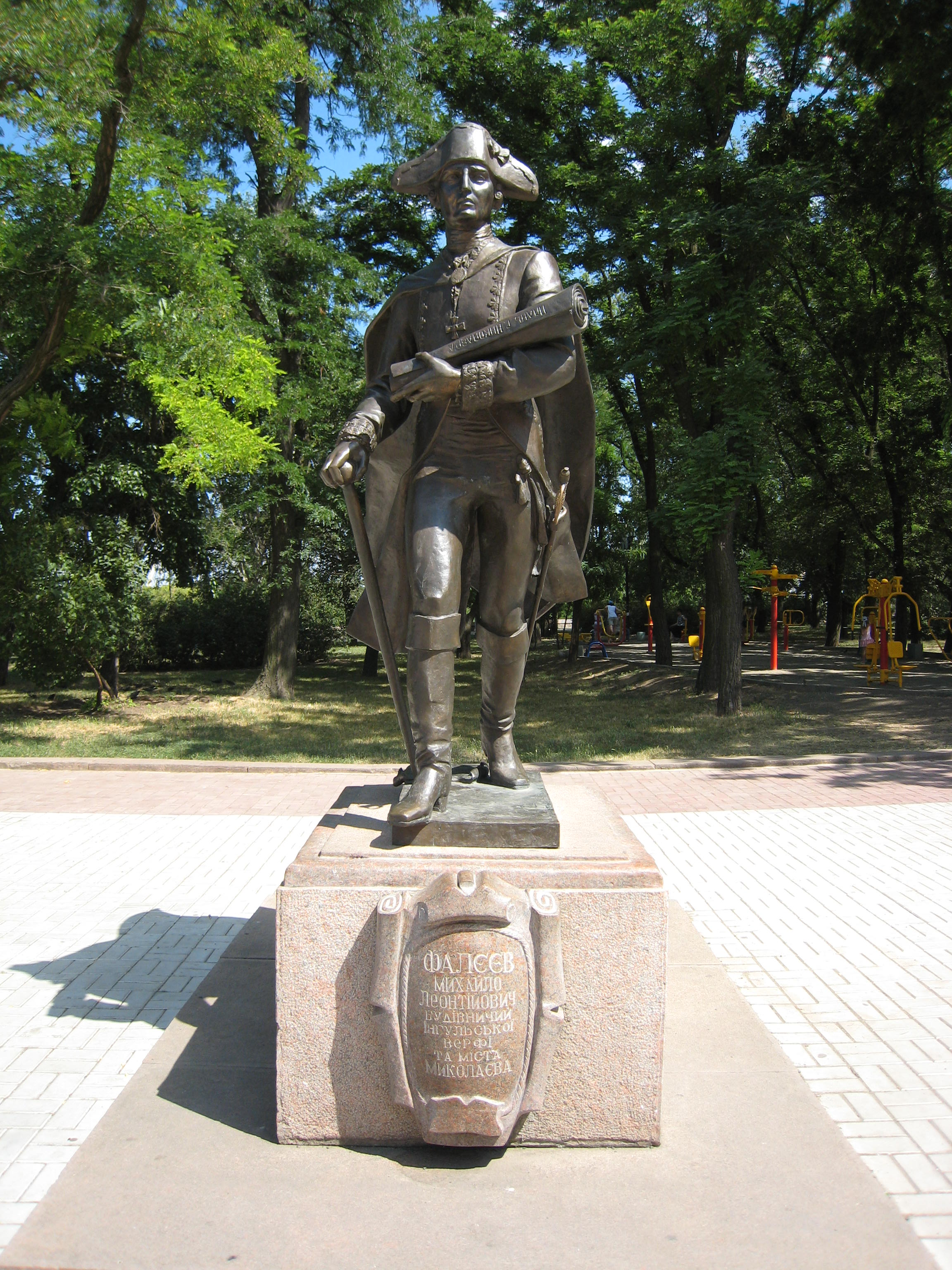
Пам'ятник Михайлу Фалєєву в Миколаєві (встановлений 2002)

Миколаїв як сучасне місто виникло завдяки кораблебудуванню. Спочатку він будувався як кораблебудівна верф. Протягом XIX століття Миколаїв був центром кораблебудування на Чорному морі, а також центром управління Чорноморським флотом. Входить до історико-географічного району Північне Причорномор'я.

## Поселення кімерійців та стародавні часи
Детальніше в статті: Місто людей кімерійських

Реконструкція «Міста Кімерійського» на основі археологічних досліджень (існував 1250—925 роки до н. е)

Перші відомі поселення на теренах сучасної Миколаївської області з'явилися на берегах річок Південний Буг та Інгул (у середній течії) наприкінці пізнього палеоліту (близько 20 тис. років тому).
В добу пізньої бронзи (XII—VIII ст. до н. е.) на місці сучасного Миколаєва вже було величезне як на ті часи місто, котре не поступалося розмірами навіть легендарній Трої. В місці злиття Південного Бугу з Інгулом було знайдено залишки укріпленого городища, яке увійшло до наукових праць під сучасною назвою «Дикий Сад». Як воно називалося мовою його засновників, невідомо. Втім, дослідники вже запропонували ототожнити це городище з тим самим «містом мужів кімерійських», про яке йдеться у епізоді «Одіссеї» Гомера (записана в VII ст. до н. е.), та оповідає про подорож Одіссея на край світу.
На високому мисі, над Бузьким лиманом, на площі близько 3 га (а колись городище мало ще більші розміри) збереглися рештки цитаделі та укріплень, будівель, знайдено давні поховання. Виявлено досить великий рів (шириною 5 і глибиною до 2 м), залишки невисокої стіни із саману (будівельний матеріал із глинистого ґрунту з соломою, висушеного на сонці) на кам'яному фундаменті. Через рів було прокладено два мости на кам'яних опорах, що умовно отримали назви «південний» та «північний». Під час будівництва жител та інших споруд також використовували камінь — з нього складено фундаменти під стіни, що зводилися із саманних блоків.
Мешканці містечка займалися хліборобством, випасали худобу. Жили тут і ремісники, у тому числі ливарники, котрі виготовляли не лише прикраси, але й зброю. Культурний шар містить уламки відповідних ливарних форм. А влітку 2008 р. на городищі було знайдено рідкісний скарб з 12 сокир-кельтів.
На території городища також виявлено храмове приміщення сонцепоклонників (прото-мітраїстів) і кілька ям із залишками ритуальної їжі. Місце розташування пам'ятки та деякі знахідки дозволяють інтерпретувати її як давнє місто-порт на торговельному шляху, що пов'язував басейни Чорного та Балтійського морів через річки Західний Буг та Південний Буг.
Опираючись на встановлені факти, дослідники відзначають — цілком правомірно стверджувати, що городище «Дикий сад» було містом зі складною соціальною організацією та зачатками державності, своєрідною «столицею» території від Дунаю до Дніпра і від узбережжя Чорного моря до півночі сучасних Миколаївської, Одеської та частково Херсонської областей. А ці землі у ІІ тис. до н. е. були досить густонаселеними — нині відомо понад 1000 селищ та городищ різних розмірів. Так що Край був здатним виставити не один корабель з добре озброєними воїнами. Тому деякі вчені навіть припускають участь воїнів «Дикого саду» у Троянській війні.
Існування ж на півострові, де розташоване сучасне м. Миколаїв, давнього міста-порту є підставою для перегляду дати заснування міста.
Така практика є нормою в сучасному світі. Так, в 1982 р. за результатами археологічних досліджень було переглянуто вік Києва. То, можливо, Миколаїв невдовзі буде визнано найстарішим містом України.
Найдавніша історія місцевості, де зараз розташований Миколаїв, пов'язана з подіями у південній місцині сучасного міста — Вітовці. Ці землі, за даними досліджень археологічних розкопок, були заселені починаючи від залізної доби. Тут були стани кімерійців або скіфів, що залишили по собі кургани.
Від IV сторіччя до Р. Х. тут оселяються греки, поселення яких відомі біля Сіверсового маяка та сіл Лупареве і Лимани.
У 200—400-ті роки н. е. простежується перебування давніх слов'ян — антів.

## Київська Русь та Середньовіччя
Збереглися свідчення, що на початку 2-го тисячоліття н. е. на землях сучасного Миколаєва існував християнський Дівочий монастир, що був зруйнований навалою монголів у 1233—36 роки. Саме від XIII століття сучасна Миколаївщина майже повністю являла Дике Поле.
Власне свою назву історична місцевість міста Вітовка отримала від литовського князя Вітовта (на давніх мапах означене Вітольд Гаммані), що звів тут 1399 року Вітовтівський замок (фортецю) і митницю для контролю торгівлі з татарами. Отже на час владарювання князя Вітовта (ще при житті він отримав назву — Великий) і поширення кордонів Великого Князівства Литовського до Чорного моря, держава мала потужну армію і величезний матеріальний та людський ресурс.
Іноземних послів і мандрівників вражали темпи будівництва фортець та оборонних укріплень. беручи до уваги сусідство з кочівниками — фортифікаційні споруди були обов'язковою складовою нових поселень. Переважно, фортеці з каменю споруджували протягом місяця. Необхідність створення низки укріплених поселень на південних кордонах держави стала причиною заснування Вітовки як адміністративної одиниці на південному пограниччі Великого князівства Литовського у 1399 році.
Власне топонімічна назва селища «Виноградна Криниця» на мапах інженера Боплана зайвий раз доводить, що поселення на місці майбутньої Вітовки існувало ще з часів Київської Русі, як і дівочий монастир на піщаній косі поблизу Вітовки. Литовська доба в історії нашого краю стала логічним продовженням славної історії Київської Русі.
Щоб мати якнайбільше воїнів, уряд щедро роздавав землі між охочих служити у війську. Осаджував нових поселенців на пустих просторах, всіма способами заохочував своїх громадян до військових повинностей. Радо замінював усі податки й інші обов'язки на воєнну службу. («Історія українського війська» — Іван Крип'якевич ст. 135).
Для здійснення масштабних будов, потрібно було багато робочих рук та досить багато фахівців, котрі розумілися на будівництві. Такимb вимогами можна пояснити швидку колонізацію південних причорноморських земель сучасної України українським людом з центральних теренів України у 14 столітті. «Тимто литовський воєнно — суспільний устрій порівнюють із західним феодалізмом» — («Історія українського війська» — Іван Крип'якевич ст. 136).
Наслідком політики заохочення була міграція величезної кількості українського люду у причорноморські степи і виникнення низки поселень в гирлі Південного Буга, серед яких була і Вітовка.
Ось як пише про цей період історик, доктор Михайло Антонович: «Вже від 1409 р. вдавалось Вітовтові садовити по своїй вподобі ханів у Золотій Орді. Багато інших татарських орд признали його зверхність і були усадовлені на Правобережжю. З метою опанувати морський берег розбудував Вітовт фортецю Акерман та укріпив Тавань над дніпровським лиманом.
Розвинулась жива торгівля з італійськими, в першу чергу ґенуезькими купецькими факторіями в Криму; Широка хвиля українського хліборобського населення рушила в степи під проводом місцевого панства, зобов'язаного охороняти це осадництво.» (Михайло Антонович. Історія України, кн. 1—4. Княжа Доба).
З часом величезна держава від Балтійського до Чорного моря (одним з крайніх форпостів якої довгий час залишалася Вітовка), поширила свої володіння далі на лівий берег річки Буг.
Невдовзі була збудована фортеця Дашів (тепер Очаків), котра з часом перебрала на себе функції оборонного та політичного значення. Вітовка ж залишилась у запіллі і поступово втратила роль важливої адміністративної одиниці ВКЛ. Проте роль поселення у зміцненні влади литовської держави на землях Причорномор'я, є безперечно великою.
Уже від кінця XV століття історія Південного Побужжя тісно пов'язана із запорозькими козаками, ставши основою формування українського етносу на цих землях. По берегах річок та балок засновувалися козацькі слободи, зимівники, паланки, влаштовувалися переправи через річки. Сюди також тікали селяни з усієї України, з Польщі, Литви, Московії.

## За часів Російської Імперії

### Заснування міста

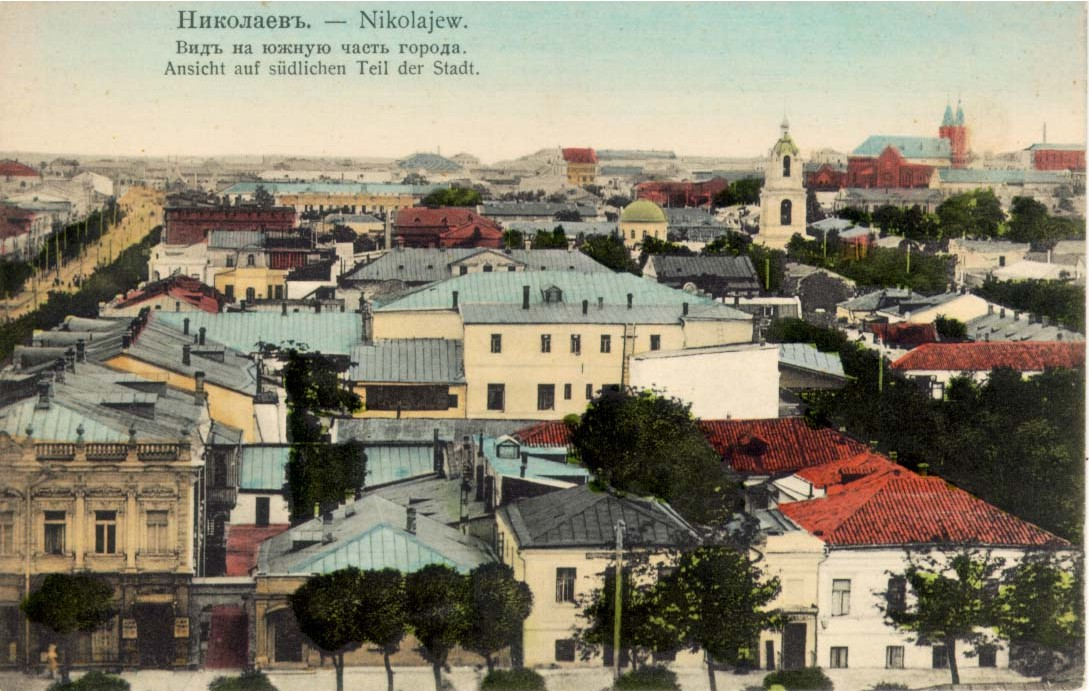
Панорама південної частини міста. Листівка.

У 1-й половині XVIII століття більша частина Південного Побужжя залишалася малозаселеною. З історії відомо, що першими спорудами середини XVIII століття були на півострові кузня та житловий будинок запорожців біля поромної переправи через гирло Інгулу. На території сучасного Миколаєва існували поселення ще до початку будівництва верфі. На одній із карт, датованій 1783 р., є напис «Рушериновка». На іншій карті, ще мабуть ранішого походження, у південній і південно-східній частині півострова є три крапки і напис «Рибачая», що вказує на рибацькі хижки, або як тоді називали «рибзаводи». На цій же карті скорописом було написано: «Кут Хлюща», що явно свідчить, що ця місцевість була освоєна запорожцями. Поштовхом для подальшого заселення краю став вихід Російської імперії, внаслідок російських воєн з Османською імперією, до Чорного моря — за Кючук-Кайнарджийською мирною угодою 1774 року Вітовка разом з землями між Дніпром і Південним Бугом відійшла до Росії. У Вітовці було влаштовано шпиталь, де лікували цілющою водою з джерел і місцевими травами. Під час російсько-турецької війни 1788 року у Вітовці базувалася ескадра запорозьких чайок Лиманської флотилії Чорноморського козацтва під проводом кошового отамана Сидора Білого. Також у Вітовці стояли частини Бузького єгерського корпусу під командуванням Михайла Кутузова.
1789 року Григорій Потьомкін перейменував Вітовку на Богоявленськ, з причини цілющих джерел води, які були «даром Божим». Тут же було зведено нову Богоявленську церкву. Також Потьомкін побудував собі будинок, у який постійно навідувався, навіть коли був у справах у Херсоні.

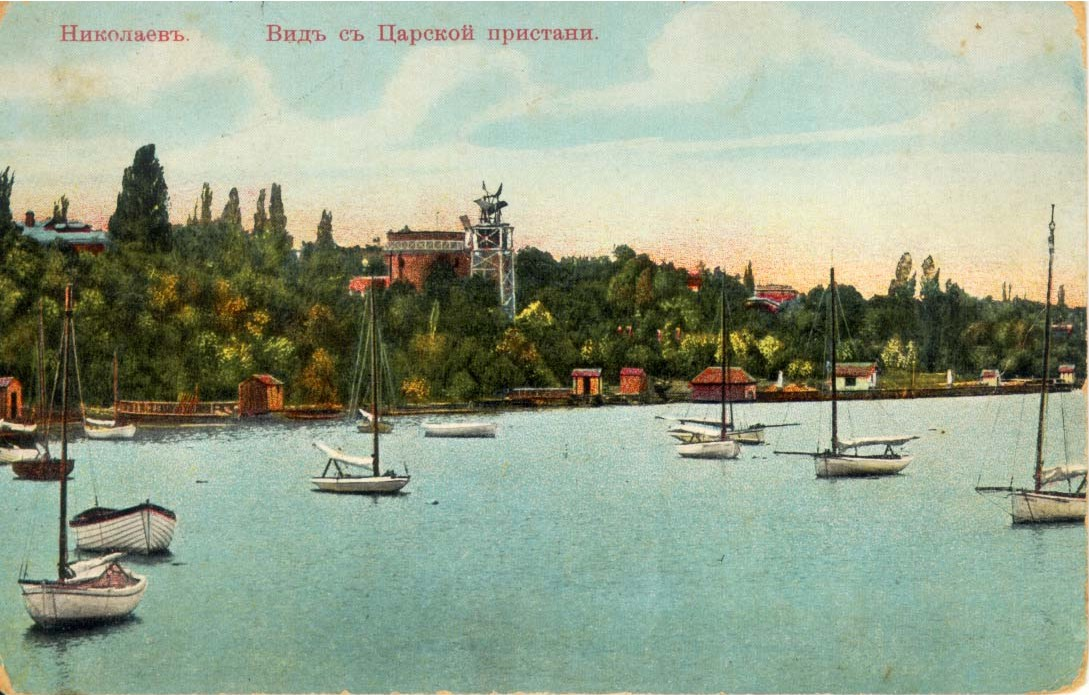
Вигляд міста з Царської пристані, ХІХ століття.

Від кінця XVIII ст. територія нинішньої Миколаївщини, як і всього Північного Причорномор'я, активно колонізується. У заселенні регіону брали участь представники багатьох народностей. І хоча характерною рисою Півдня була поліетнічність, проте основна маса населення складалася з етнічних українців — крім тих, що жили тут здавна, сюди прибували українські переселенці з Полтавської, Чернігівської, Київської та інших губерній.

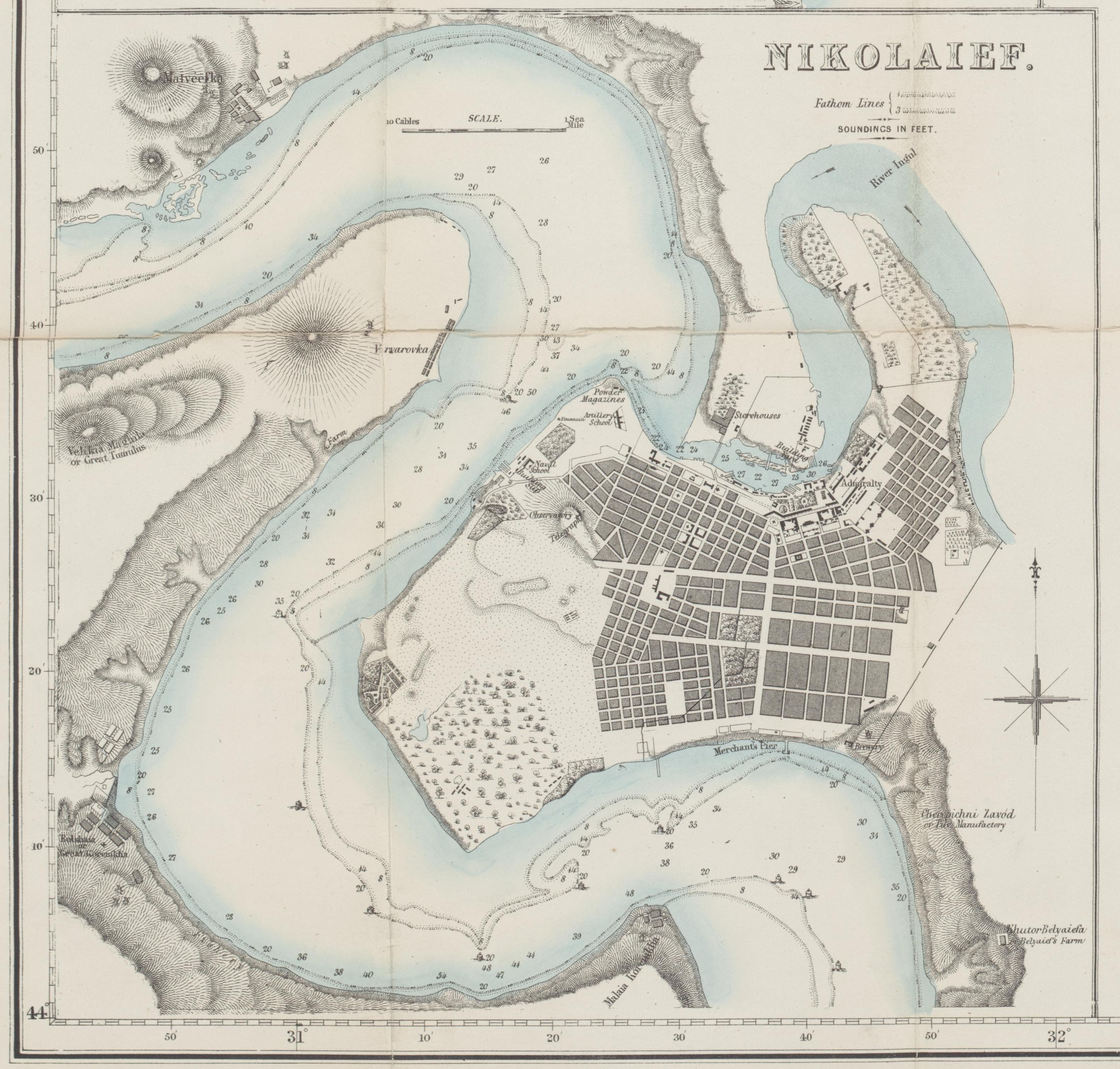
Генеральний план міста, 1855

Місто Миколаїв було закладене 1789 року князем Григорієм Потьомкіним на півострові при злитті Інгулу та Бугу як флотське і корабельне місто. Першим громадянином міста став підприємець, військовий діяч і будівничий Михайло Фалєєв. Саме ордер № 1065 від 9 вересня 1789 року для нього і є першою документальною згадкою сучасної назви міста:

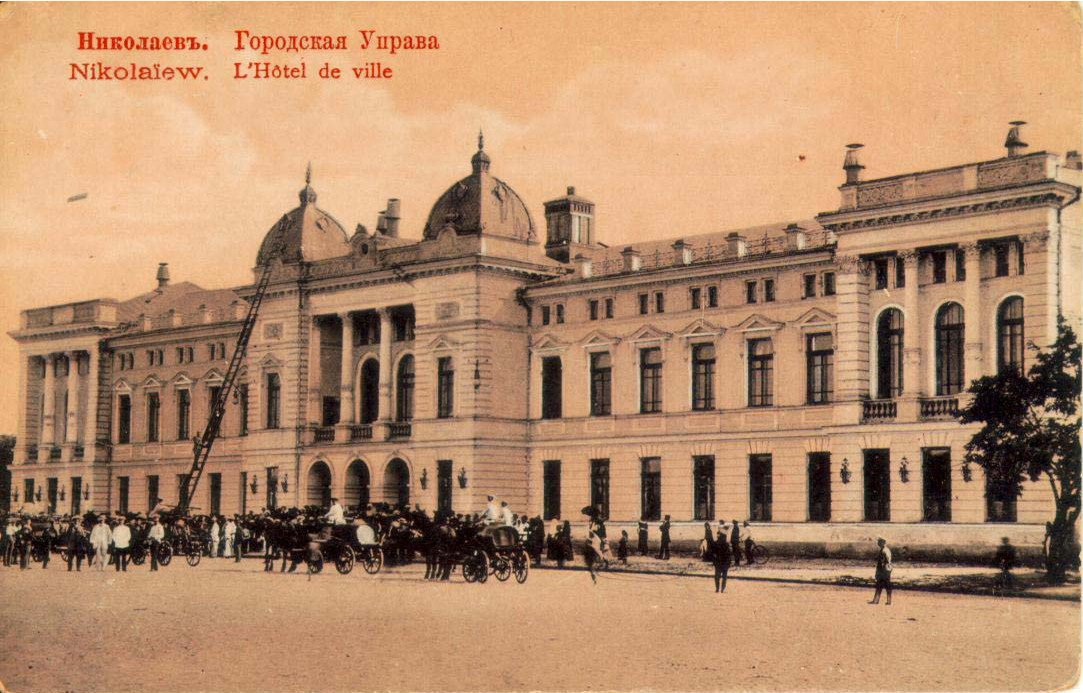
Будинок міської думи наприкінці XIX ст.

Назву місто корабелів отримало на честь покровителя мореплавців Святого Миколая. Також існує версія, що місто найменовано на честь перемоги російських військ 1788 року під час взяття османської фортеці Очаків, що збіглася з Днем Миколая.
Будувалося місто за спеціально складеним російським архітектором Іваном Старовим планом — з прямими вулицями і кварталами правильної форми. Життя Миколаєва було повністю підпорядковане суднобудуванню і флоту. Майже сто років тут перебував штаб Чорноморського флоту. За губернаторства О. Грейга у 1-й третині XIX ст. у Миколаєві вперше було здійснено спробу збудувати водогін, почалася прокладка кам'яних тротуарів, озеленення вулиць.

### Подальший розвиток
У 1802—1803 роках був центром Миколаївської губернії, пізніше, до кінця існування імперії — в складі Херсонського повіту Херсонської губернії.
1862 року в місті було відкрито комерційний порт, що послужило поштовхом до перетворення Миколаєва на значний економічний і торговельний осередок. Вже наприкінці XIX століття Миколаївський порт посідав третє місце після Петербурга і Одеси за обсягами торгівлі з іноземними державами, а за експортом зерна, головними постачальниками якого були степові губернії, — перше місце в Російській імперії. Місто стає важливим промисловим центром на півдні України.
У 1897 і на початку 1898 у місті діяв Південноросійський робітничий союз — нелегальна соціал-демократична організація, заснована Романом Коротковим та Іваном Мухіним. Невдовзі провідну роль в ньому почав відігравати 17-річний Лев Бронштейн, відомий згодом під псевдонімом «Троцький». Організація налічувала понад 250 фабрично-заводських робітників міста. У кінці січня 1898 року членів Союзу було заарештовано і після суду заслано до Сибіру.
19-21 квітня 1899 року, під час святкування православного Великодня, стався триденний погром євреїв в Миколаєві.
25 лютого 1907 відбулося:
- урочисте відкриття миколаївської «Просвіти», присвячене 93-й річниці від дня народження Тараса Шевченка
- збори Товариства, до якого вступили 150 осіб; з них обрали правління, до складу якого, зокрема, увійшли Микола Аркас-старший, Української революції, Є. Т. Литвин, П. В. Дюмін.[8]

## Українські визвольні змагання

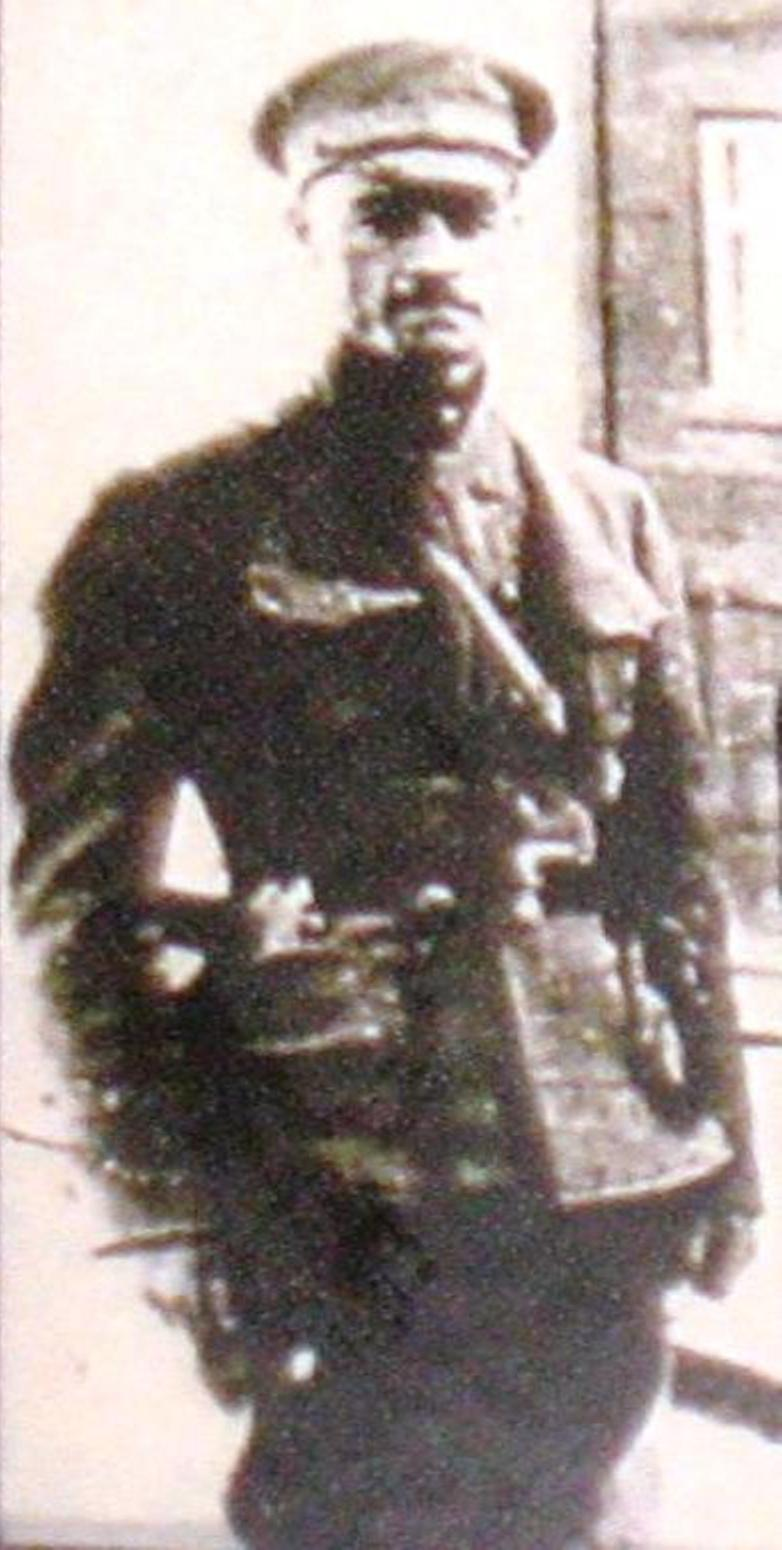
Отаман Никифір Григор'єв у 1919 році

У роки Української революції (1917—21) Миколаїв, під час проголошення Української Народної Республіки місто стало земським центром Помор'я. У ті самі часи, за активність більшовиків дістав прізвисько «червоний Пітер України». У 1918 році в місті перебували союзні війська гетьмана Павла Скоропадського.
1 квітня 1918 р. Вільгельм Габсбург (Василь Вишиваний) перейняв командування Українських Січових Стрільців біля Херсона. Перебуваючи на півдні України, власне у м. Миколаєві за його власним визнанням, він не лише не бажав брати участь у реквізиціях збіжжя у мирного населення, але й відверто відмовлявся придушувати народні повстання, які спалахували повсюди у відповідь на репресії влади.
Прихильність місцевого населення до архікнязя Вільгельма зросла до такої міри, що це викликало занепокоєння гетьмана Павла Скоропадського — союзника Німеччини в Україні. Від Скоропадського до німців було направлено декілька скарг, а ті в свою чергу вимагали від Відня більшого контролю над поведінкою члена імператорської сім'ї. Внаслідок тиску Німеччини, Вільгельма фон Габсбурга було відкликано до столиці, де він мусив давати пояснення в зв'язку з численними доносами. У травні 1918 міським головою обрано Хрисанфа Матвєєва. Радянська влада на Миколаївщині утвердилась лише 1920 року.
| 17 березня 1918                 | захоплення військами Німеччини та Української Держави                                                                                      |
| 9 грудня 1918 — 2 лютого1919    | повторне захоплення військами УНР під командуванням отамана Григор'єва                                                                     |
| 2 лютого 1919 — 12 березня 1919 | захоплення військами Антанти |
| 12 березня 1919                 | захоплення партизанськими військами Григор'єва які потім перейшли на бік радянської влади.                                                 |
| 15 березня 1919                 | евакуація німецького гарнізону. |
| 2 квітня 1919 року              | вступ французьких військ і частин добровольчої армії.                                                                                      |
| 24 травня 1919 року             | захоплення міста частинами Григор'єва, Махно, анархістськими підрозділами матросів і звичайними бандами. В ході Григор'ївського повстання. |
| 18 серпня 1919                  | захоплення військами А. І. Денікіна |
| 23 грудня 1919 року             | залишення міста військами Денікіна. |
| 26 грудня 1919 року             | повернення військ Денікіна. |
| У січні 1920 року               | центр Херсонської губернії перенесено до Миколаєва.                                                                                        |
| 16 квітня 1920 — 21 жовтня1922  | центр новоутвореної Миколаївської губернії (із частини Херсонської)                                                                        |
| 1 лютого 1920 року              | 4-е остаточне встановлення радянської влади в місті                                                                                        |

## Радянський період

### Голодомор
Під час Голодомору 1932—1933 років померло щонайменше 6045 жителів міста. У Голодомор 1932—1933 рр. по Миколаєву, як великому промисловому осередку, вживались певні заходи по боротьбі з голодом, а саме: від 20 лютого 1933 року до встановленого стандарту хлібозабезпечення була запроваджена домішка у розмірі 3 відсотків соняшникової макухи, затверджувались норми видачі хліба на підприємствах міста, у червні 1933 року була встановлена середньодобова потреба реалізації комерційного хліба по місту — 70 тонн на день, тоді як селяни області фактично були кинуті напризволяще і повільно вимирали. Так Богоявленське (сучасний Корабельний район м. Миколаєва) взимку 1933 року було занесене на так звану «Чорну дошку», люди пухнули та вмирали з голоду.

### Друга світова війна

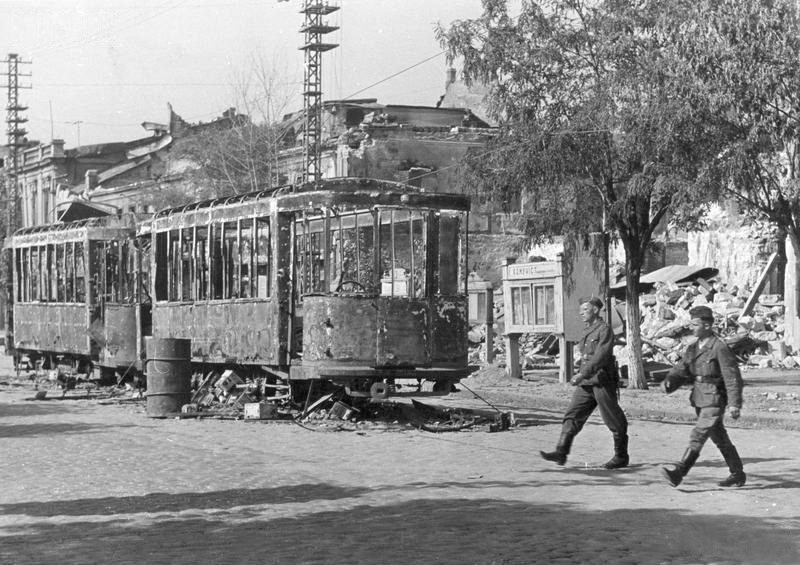
Місто за часів німецької адміністрації, 1941

Перед наступом німецьких військ, в серпні 1941 року, 9 армія намагалася організувати оборону міста Миколаєва і дати змогу здійснити планову евакуацію партійних та радянських установ.
Але вже після перших ударів Вермахту Миколаїв впав, а сили дев'ятої та частини вісімнадцятої радянських армій були розбиті вщент.
Містом прокотилася хвиля погромів магазинів та складів з продовольством, почалася паніка. Сотні поранених, котрих не встигли евакуювати, були полишені в районі парку ім. Петровського,. Під час Другої світової війни 17 серпня 1941 року нацисти зайняли Миколаїв. 16 вересня 1941 року німецькі окупанти зібрали на міському кладовищі щонайменше 3500 євреїв й знищили їх. З грудня 1941 у місті діяв Миколаївський підпільний центр на чолі з командиром розвідувальної групи майором Віктором Лягіним (Корнєвим), який об'єднував 25 підпільних груп, до яких входили кілька сотень осіб. Незважаючи на арешти і страти (усього заарештовано 97 підпільників, з них 46 страчено, у тому числі Лягіна), підпільники діяли до реокупації міста Червоною армією.

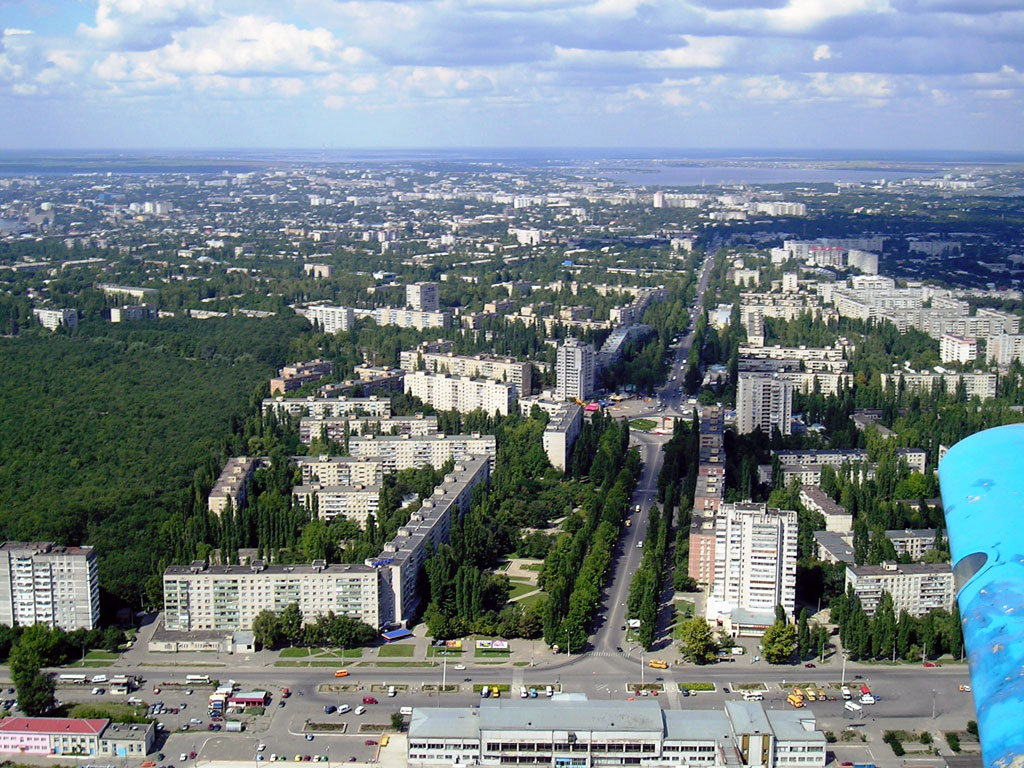
Сучасний вигляд проспекту Миру

28 березня 1944 року Миколаїв було звільнено від німців, зокрема, завдяки діям 68 моряків-десантників під командуванням Костянтина Ольшанського. Це був єдиний випадок в історії Німецько-радянської війни, коли всіх учасників однієї бойової операції було відзначено званням «Герой Радянського Союзу»; більшість з них — посмертно.

### Повоєнний час
У повоєнний час Миколаїв став одним із найбільших центрів суднобудування в СРСР. Судна випускають три суднобудівні заводи міста — Чорноморський суднобудівний завод, Миколаївський суднобудівний завод і завод «Океан». В 1958 р. введений в експлуатацію Південний турбінний завод (нині ДПНВКГ «Зоря — Машпроект)») — один з найбільших у світі проектантів і виробників сучасної газотурбінної техніки, в 1980 — найбільше в Україні і одне з найбільших в Європі підприємств кольорової металургії Миколаївський глиноземний завод. В Миколаєві діяло секретне підприємство міністерства радіопромисловості «ПВТП» — Південне виробничо-технічне підприємство, що займалося створенням великих радіокомплексів з управління космічними супутниками і апаратами (керував ним Микола Брюханов, який до того 8 років займав посаду голови міської ради). Місто за короткий для історії період перетворилося з маленької суднобудівної верфі на крупний промисловий, діловий, політичний і культурний центр півдня України.
|  | Фаберову дачу іменувати Спаське, а Вітовку — Богоявленське, а нову верф, що зводиться на Інгулі — містом Миколаїв... |

## Незалежна Україна

### Кінець ХХ— початок ХХІ століття
1 грудня 1991 року миколаївці разом з жителями області на Всеукраїнському референдумі 89,45 % голосів «за» підтвердили Акт проголошення незалежності України.
15 листопада 1996 Верховна Рада України включила у межі міста селища міського типу Велика Корениха, Матвіївка, Тернівка та село Мала Корениха.
9 березня 2012 року у Миколаїві стався жорстокий злочин — убиство Оксани Макар. Після того, як двох підозрюваних було відпущено під підписку про невиїзд, в місті відбулися великі мітинги, а ситуація привернула увагу громадських діячів, українських та іноземних ЗМІ. Центральний районний суд Миколаєва присудив покарання вбивцям: Євгену Краснощоку — довічне ув'язнення, Максиму Присяжнюку — до 15 років позбавлення волі, Артему Погосяну — до 14 років позбавлення волі. У травні 2013 Миколаївський апеляційний суд погодився з рішенням першої інстанції у справі про зґвалтування і вбивство Оксани Макар.

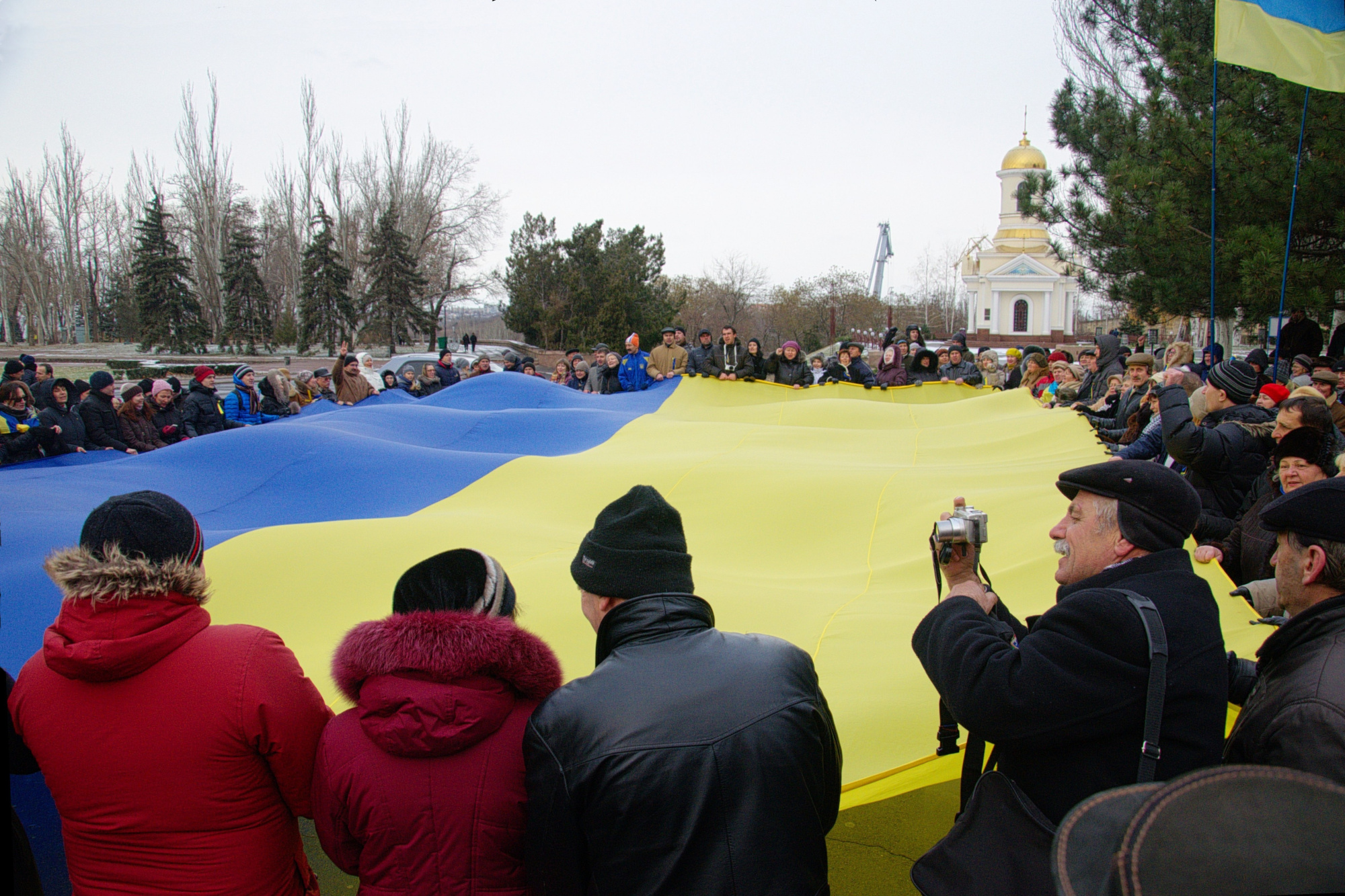
Миколаївський Євроайдан

Під час Революції гідності у 2013—2014 роках, в місті відбувалися протести за євроінтеграцію України. 25 лютого 2014 року проросійські активісти розбили наметове містечко біля пам'ятника героям-ольшанцям і намагалися влаштувати сепаратистські провокації. 7 квітня активісти Народного ополчення Миколаєва розпочали очищення міста від сепаратистів і знесли наметове містечко Вигнані сепаратисти намагалися влаштувати штурм облдержадміністрації, однак зустріли рішучий опір самооборонців і міліції. В ході зіткнення отримали поранення більше 10 осіб, проте взяття ОДА вдалося не допустити
Пізніше самооборонівці Миколаєва влаштували блок-пости на в'їзді до міста. Протягом квітня-травня неодноразово повідомлялося про затримання озброєних зловмисників, зокрема 22 квітня, 8 і 9 травня.

### Російсько-українська війна

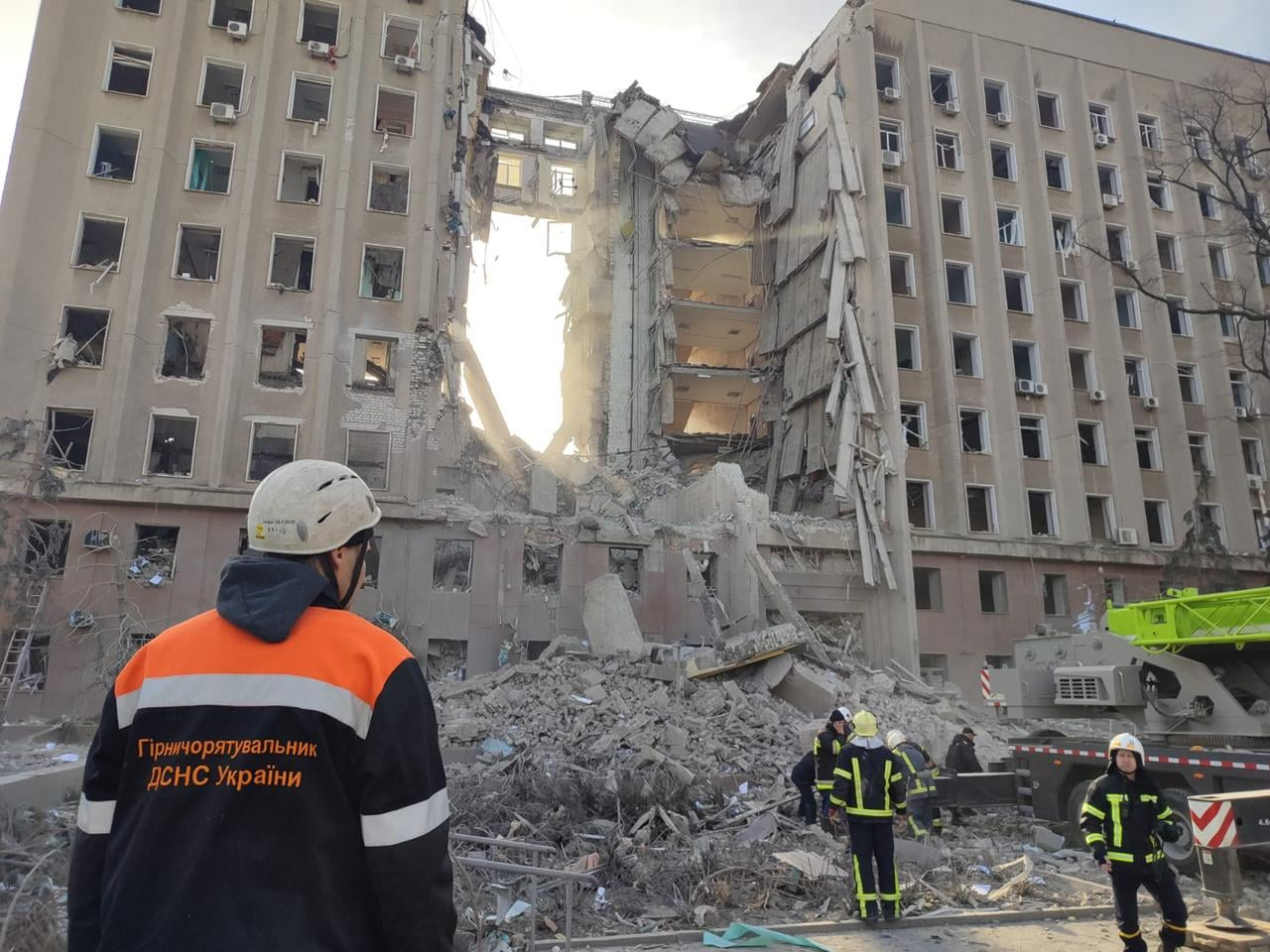
Будівля Миколаївської облдержадміністрації після російського ракетного удару 29 березня

24 лютого 2022 року, в день російського вторгнення в Україну, почалися бої за Миколаїв. 27 лютого російські війська активно почали використовувати ДРГ. ТрО цілодобово патрулювала місто разом з поліцією, але час від часу зав'язувався бій з бійцями ДРГ. Наряд Національної гвардії спільно з міським комісаром зупинили фури з маркуванням мережі АТБ. Під час огляду в них були виявлені військові окупантів. Почався бій, внаслідок якого російські військові були знешкоджені.
Миколаїв став першим містом, де мародерів почали прив'язувати до стовпів. Так, 27 лютого директор магазину «33²М» подзвонив Віталію Кіму, голові Миколаївської ОВЦА та попросив допомогти, адже «випадковим чином» мародер прив'язав сам себе до стовпа.
1 березня російські окупаційні сили, що спробували ввійти в Миколаїв, отримавши потужний опір, почали тікати з Миколаєва в напрямі Баштанки, як результат були знищені ЗСУ. ТрО Баштанки їх переслідувала в полях, після чого загарбники втекли в бік Нового Бугу — але це їм не допомогло, адже ЗСУ обстріляли і спалили решту колони — кілька десятків одиниць бронетехніки. 2 березня біля села Калинівка ворог намагався пройти до Миколаєва, але українська артилерія розбила міст, і частина колони відступила до Херсону. 4 березня, приблизно о 10:30, ворог почав контрнаступ на місто зі сторони МГЗ, зайшовши до Корабельного району, де зав'язався бій з 123-ю бригадою ТрО. Отримавши невдачу, під час відступу російські війська затрималися в одній зі шкіл, де розстріляли директора школи. Це була перша втрата серед цивільного населення в області. 7 березня війська вторгнення здійснили спробу захопити аеропорт Миколаєва. Однак вже до 15:00 захисники міста вибили нападників з аеропорту. Згодом українські сили відтіснили російську армію від міста. Окупаційні сили почали уражати цивільні об'єкти Миколаєва артилерією та крилатими ракетами.
Вранці 29 березня близько 08:45 крилата ракета російських військ потрапила в будівлю Миколаївської облдержадміністрації і зруйнувала центральну секцію з першого по дев'ятий поверхи без подальшого загоряння, в результаті влучання загинуло 37 осіб.